# رمون کنو
رمون کنو (به فرانسوی: Raymond Queneau) (تلفظ فرانسوی: [ʁɛ'mɔ̃ kə'no]) (زاده ۲۱ فوریه ۱۹۰۳ - درگذشته ۲۵ اکتبر ۱۹۷۶) نویسنده، شاعر و مقاله‌نویس فرانسوی بود. عمده شهرت وی بابت تأسیس گروه اولیپو و نگارش کتاب «زازی در مترو» است.

## زندگی
رمون کنو در خانواده‌ای تاجر بزرگ شد. دو سال نخست زندگی خود را با پرستار سپری کرد و نبود والدین باعث شد کودکی منزوی باشد و برای جبران این کمبود به کتاب پناه ببرد. در ۱۷ سالگی به پاریس رفت تا در دانشگاه سوربن فلسفه بخواند. در سال ۱۹۲۴ به گروهی سورئالیستی پیوست. خدمت سربازی‌اش در الجزایر و مراکش (۱۹۲۵ - ۱۹۲۷) به او کمک کرد زبان عربی را بیاموزد. 
در سال ۱۹۳۳ اولین رمانش را با نام «علف هرز» نوشت و در سال ۱۹۵۹ با رمان «زازی در مترو» به نویسنده‌ای مشهور بدل شد که با ساخت فیلمی از روی کتابش این شهرت بیشتر نیز شد.
در سال ۱۹۶۰ همراه با فرانسوا لولیونه گروهی ادبی اولیپو (کارگاه ادبیات بالقوه) را تشکیل داد. اولیپو متشکل از نویسندگان و ریاضی‌دانان اکثراً فرانسوی‌زبان بود که به دنبال خلق آثاری با استفاده از تکنیک‌های نوشتاری محدود بودند. از دیگر اعضای گروه می‌توان به ایتالو کالوینو ، ژرژ پرک ، ایتالو کالوینو ، کلود برژ  و ژاک روبو اشاره کرد.

رمون کنو در ۲۵ اکتبر ۱۹۷۶ بر اثر سرطان ریه درگذشت.